# Grausamkeit
Grausamkeit (Adjektiv: grausam: mittelhochdeutsch: grūwesam; daraus Ableitung zu grūwe: Schauder) ist eine seelisch-mentale Haltung, die eine Täter-Opfer-Beziehung herstellt, und zwar dergestalt, dass der Täter dem Opfer aus gefühlloser unbarmherziger Gesinnung besondere körperliche oder seelische oder seelisch-körperliche Qualen zufügt.
Anders als Brutalität, die sich eruptiv in Einzelereignissen auf der körperlichen Ebene äußert, ist Grausamkeit eine mental-seelische Grundhaltung des Täters seinem Opfer gegenüber, die das Opfer auf allen Ebenen seines Seins, durch die täterseitige geistig-seelische Haltung und durch täterseitige brutale Handlungen beschädigt.
Ursachen und Formen der Grausamkeit werden seit der Antike sowohl philosophisch, im Christentum religionsphilosophisch (Theodizee), seit dem späten 19. Jahrhundert individualpsychologisch (Sigmund Freud) und sozialpsychologisch (Theodor W. Adorno, Herbert Marcuse) diskutiert.
Psychologisch gesehen ist der unmittelbare Auslöser für Grausamkeit die Abwesenheit von Empathie, sei es durch Erziehung, Sozialisation, eingeübte Abstumpfung oder neurotische oder psychotische Vorgänge ausgelöst (Psychopath).
Eine Steigerungsform zur umgangssprachlichen Bezeichnung von Grausamkeit mit blutigem Körperschaden ist die Kombination mit dem Begriff der Bestialität: bestialische Grausamkeit (synonym auch: tierische Grausamkeit). Beispiel: mittelalterliche Foltermethoden.
Bestimmte Staatsformen und Lebenssituationen führen in verstärktem Maße zu Entwicklung von Grausamkeit: zum Beispiel im Totalitarismus, im Krieg, bei Vertreibungen, in Apartheidsgesellschaften, Ständegesellschaften u. a. Der Ausübung von Grausamkeit von Menschen gegen Menschen entgegenwirken sollen internationale Übereinkünfte wie die Allgemeine Erklärung der Menschenrechte der Vereinten Nationen von 1948 und die Ächtung von Grausamkeit als Straftat, zum Beispiel im Fall von Grausamkeit gegen Tiere durch Gesetze gegen Tierquälerei.

## Im deutschen Strafrecht
Im deutschen Strafrecht ist die Grausamkeit ein sog. Mordmerkmal. Beim Vorliegen dieses Merkmals bei einer vorsätzlichen Tötung handelt es sich nicht um Totschlag (§ 212 StGB), sondern um Mord (§ 211 StGB).

### Definition der Grausamkeit
Grausam tötet, wer dem Opfer besonders starke physische oder psychische Schmerzen oder Qualen in gefühlloser und unbarmherziger Gesinnung zufügt. Objektiv muss der Täter dem Opfer körperliche oder seelische Leiden zufügen, die über das für die Tötung erforderliche Maß hinausgehen. Beispiele: Nahrungs- oder Flüssigkeitsentzug, Kreuzigung, Folter, Verbrennen.
Subjektiv muss der Täter die Umstände kennen, die die Grausamkeit ausmachen und die gefühllose und unbarmherzige Gesinnung muss den Täter (nur) bei der Tat beherrschen. In der Regel ergibt sich diese Gesinnung schon daraus, dass der Täter dem Opfer bewusst übermäßige Schmerzen und Leid zufügt.

### Grausamkeit durch Unterlassen
Grausamkeit ist auch durch Unterlassen möglich, z. B. beim Verhungern- und Verdurstenlassen. Notwendig ist allerdings, dass das Opfer noch fähig ist Leid zu empfinden; daran fehlt es z. B. bei Bewusstlosigkeit oder beim Verlust des Hungergefühls nach langem Nahrungsmittelentzug.

### Grausamkeit und Versuchsbeginn
Nach dem Bundesgerichtshof soll der Versuchsbeginn bei einem Täter mit Tötungsvorsatz schon bei der Zufügung der körperlichen und seelischen Leiden vorliegen, selbst wenn die Tötung erst wesentlich später durchgeführt werden soll. In der Literatur wird dies kritisiert. Zu einer erneuten Entscheidung über einen solchen Fall kam es bisher nicht.

## Bekämpfung von Grausamkeit
Michael Hampe sieht die „Bekämpfung von Grausamkeit als Kern oder Kristallisationskeim [...], um den herum sich Bewegungen der Aufklärung in vielen Teilen der Welt zu unterschiedlichen Zeiten entwickelt haben“. Fortsetzung davon sei die Bekämpfung von Unterdrückung, Illusionen und Ungerechtigkeiten. „Es braucht Bildungsprozesse und den Mut, Evidenzen und Gründe einzufordern, um der Unterdrückung durch Illusion und Unwahrheiten etwas entgegensetzen zu können.“ Unsere Epoche habe besonders starke Mittel, um Unwahrheiten aufzudecken.